# Castello di Specchio
Das Castello di Specchio ist eine abgegangene mittelalterliche Höhenburg auf dem Monte Spinola in der Nähe der Siedlung Specchio, einem Ortsteil von Solignano in der italienischen Region Emilia-Romagna.

## Geschichte
Die Burg wurde im Mittelalter auf dem Gipfel des Monte Spinola an der Grenze zwischen den Territorien der Städte Parma und Piacenza errichtet. Sie wurde erstmalig 1132 urkundlich erwähnt, als sie zusammen mit anderen Gütern auf dem Gebiet von Varsi von Attone und Alberico da Fabrica an die Stadt Piacenza verkauft wurde.
Wegen ihrer Lage war die Festung Objekt langandauernder Streitigkeiten zwischen den beiden Städten. 1191 entstand eine neue Kontroverse, in die auch Grondola auf der Seite von Parma und Pontremoli auf der Seite von Piacenza verwickelt waren. Trotz der Absicht die lange Streitfrage durch die Ernennung von vier Schiedsrichtern, zwei von jeder Partei, endgültig zu lösen, dauerten die hitzigen Auseinandersetzungen immer noch ohne Lösung an.
1249 verlehnte der Kaiser des Heiligen Römischen Reiches, Friedrich II., seinem Condottiere, Oberto II. Pallavicino, zahlreiche Burgen in den Gebieten von Parma und Piacenza, darunter auch das Castello di Specchio.
1391 verlehnte der Herzog von Mailand, Gian Galeazzo Visconti, die Burgen von Specchio und Pellegrino an die Markgrafen Galvano und Manfredo Pallavicino. 1397 bestätigte der Herzog die Rechte daran den Markgrafen Braccianlino und Filippone Pallavicino.
1422 erneuerte der Herzog Filippo Maria Visconti die Investitur für den Markgrafen Manfredo Pallavicino, den Sohn von Filippone. Aber 1428 eroberten die Truppen von Mailand unter der Führung des Condottiere Niccolò Piccinino die Burg von Pellegrino und nahmen Pallavicino gefangen. Der Markgraf gestand unter der Folter, sich gegen den Herzog verschworen zu haben, der ihn daraufhin zum Tode verurteilte und seine Güter konfiszierte. 1442 investierte Visconti Piccinino in das Castello di Specchio.
1450 verlehnte der Herzog Francesco I. Sforza die Burg zusammen mit der von Castelcorniglio an Niccolò, Ludovico und Giovanni Pallavicino, Markgrafen von Scipione. 1470 erhielten die drei Brüder die Bestätigung der Investitur durch Galeazzo Maria Sforza.
1690 starb der Markgraf Ascanio Pallavicino in Piacenza im Gefängnis, wodurch der Specchio-Zweig der Familie ausstarb. Die Burg fiel daher, zusammen mit der von Castelcorniglio an die Pallavicini von Scipione, die 1776 ausstarben.
Die beiden Burgen wurden dann an die Grafen Valeri verlehnt, denen wenige Jahre später die Grafen Rugarli folgten, die die Feudalrechte bis zu ihrer Abschaffung im Herzogtum Parma und Piacenza durch Napoleon im Jahre 1805 behielten.
Bereits in der Zeit der alten Festung von Specchio, die längst aufgegeben wurde, blieben nur noch die Mauern der Ruine erhalten. Die Familie Zanetti kaufte die Burgruine in der zweiten Hälfte des 19. Jahrhunderts zusammen mit der von Castelcorniglio. Die Ruinen von Specchio, die um 1900 die Inspiration für etliche Gedichte des Schriftstellers Francesco Zanetti waren, verschwanden später vollständig.